# Anselmo Brauer
Anselmo Brauer (...) è un ex giocatore di football americano brasiliano, che ha giocato come offensive lineman.

## Palmarès
- 1 Torneio Touchdown (Rio de Janeiro Imperadores, 2009)